# ノルベルト・ソラーノ
ノルベルト・アルビノ・ソラーノ・トドコ（Nolberto Albino Solano Todco, 1974年12月12日 - ）はペルー出身の元同国代表サッカー選手、サッカー指導者。現役時代のポジションはミッドフィールダー。

## 経歴
1994年に母国のスポルティング・クリスタルでプロデビューし、間もなく才能を開花させる。チームはこの年からリーグ3連覇を果たし、それに大きく貢献したソラーノにも注目が集まる。1997年にコパ・リベルタドーレスに出場すると、ここでも注目を浴び、アルゼンチンの名門ボカ・ジュニアーズへと移籍する。ここでディエゴ・マラドーナらとともに活躍し、FAプレミアリーグへと旅立った。1998年にニューカッスル・ユナイテッドFCへと加入すると不動の右サイドハーフとして君臨、UEFAチャンピオンズリーグ出場の原動力になるなど自身の絶頂期を迎える。ところが翌年から監督であったボビー・ロブソンとの確執が表面化し、次第に出場機会を減らし2003-04シーズン途中にアストン・ヴィラへと移籍する。するとここではブランクを感じさせない動きでチームを牽引した。2004年にロブソンが監督職を辞任したことに伴い翌年にニューカッスルへと復帰、30歳を超えて衰えが見られるものの、やはり活躍を見せていた。
2007年8月31日にウェストハム・ユナイテッドFCへと移籍した。2008年8月にギリシャ・スーパーリーグのAEL 1964に2年契約で移籍したが、シーズン中に母国のウニベルシタリオ・デポルテスから2年契約のオファーを受け、それを受け入れた。ここで主力として活躍し、レスター・シティFCへ移籍。2010-2011シーズンからはハル・シティAFCへ移籍した。
ペルー代表としては、1994年5月のコロンビア戦でデビューを果たす。ゴールキーパー以外のあらゆるポジションでプレーし、スタープレーヤーとして活躍するも、大きなタイトルは獲得できなかった。代表監督との確執から2005年に代表引退を表明したが翌年には撤回し、2007年9月8日のコロンビア戦で復帰した。2009年9月30日、同年10月の南アフリカワールドカップ予選を最後に代表引退することを発表した。